# قطعنامه ۱۶۸۹ شورای امنیت
قطعنامه  ۱۶۸۹ شورای امنیت سازمان ملل متحد که در تاریخ ۲۰ ژوئن ۲۰۰۶ تصویب شد، سندی بین‌المللی دربارهٔ بررسی وضعیت در لیبریا است. این قطعنامه طی نشست ۵۴۶۸ام با ۱۵ رای موافق، ۰ مخالف و ۰ ممتنع تصویب شد.